# Kelly Schafer
Kelly Schafer (* 8. April 1981 in Dundee als Kelly Wood) ist eine schottische Curlerin.
Schafer spielte 2006 bei den Olympischen Winterspielen in Turin an der Seite von Skip Rhona Martin auf der Position des Third.
2007, nun als Skip des Teams, gewann sie bei der Curling-Weltmeisterschaft in Aomori die Bronzemedaille. Im selben Jahr gewann sie die Silbermedaille bei der Curling-Europameisterschaft in Füssen.
Im Februar 2010 nahm Schafer als Mitglied des britischen Teams an den Olympischen Winterspielen 2010 in Vancouver (Kanada) teil. Die Mannschaft belegte den siebten Platz.
Schafer gewann am 28. März 2010 mit dem schottischen Team um Skip Eve Muirhead die Silbermedaille bei der Curling-Weltmeisterschaft. Im kanadischen Swift Current verlor die Mannschaft im Finale gegen das Team Deutschland um Skip Andrea Schöpp mit 6:8 Steinen nach Zusatzend.
Momentan spielt Schafer als Ersatzspielerin im Team von Eve Muirhead. Mit diesem Team gewann sie bei der Weltmeisterschaft 2017 die Bronzemedaille, ebenso wie bei der Europameisterschaft 2016. Bei der Europameisterschaft 2017 gewann sie die Goldmedaille, kam aber nicht zum Einsatz. Bei den Olympischen Winterspielen 2018 kam sie als Ersatzspielerin des Teams Großbritannien auf den vierten Platz.

## Privatleben
Schafer ist verheiratet und hat seinen Sohn und zwei Stiefkinder. Sie lernte ihren kanadischen Mann bei der Curling-Weltmeisterschaft 2010 in Swift Current kennen und zog 2011 von Schottland nach Saskatchewan. Nach fünfjähriger Unterbrechung nahm sie 2016 nach einer Verletzung von Anna Sloan ihre aktive Curling-Karriere wieder auf, um als Ersatzspielerin für im Team von Eve Muirhead zu spielen. Nach den Olympischen Winterspielen 2018 kehrte sie nach Kanada zurück.